# نیلگون معمولی
پروانه نیلگون معمولی (نام علمی: Jamides celeno) از گونه‌هایی است که در سال ۱۷۷۵ میلادی توصیف علمی شدند. هند زیست‌گاه این گونه است. از لحاظ اندازه، این حشره، جاندار بسیار کوچکی به‌شمار می‌آید.

## نگارخانه

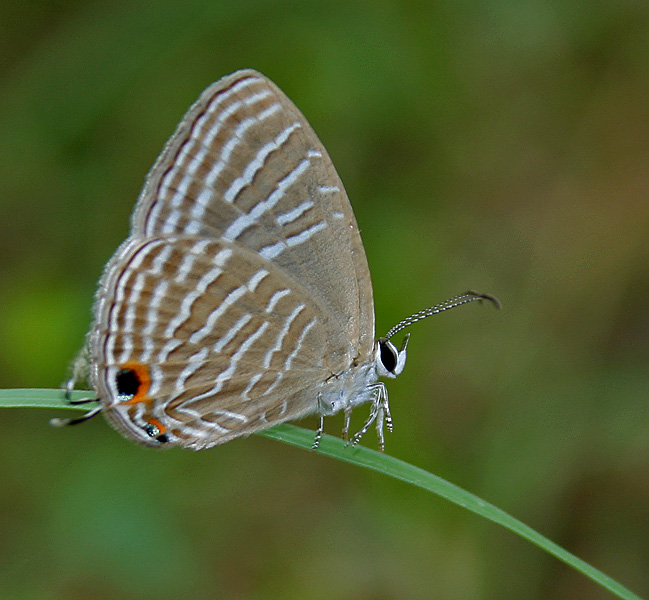
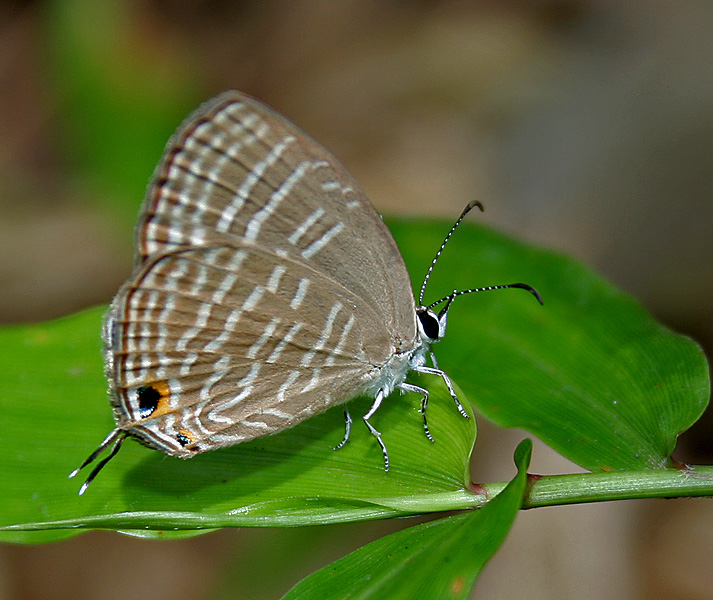
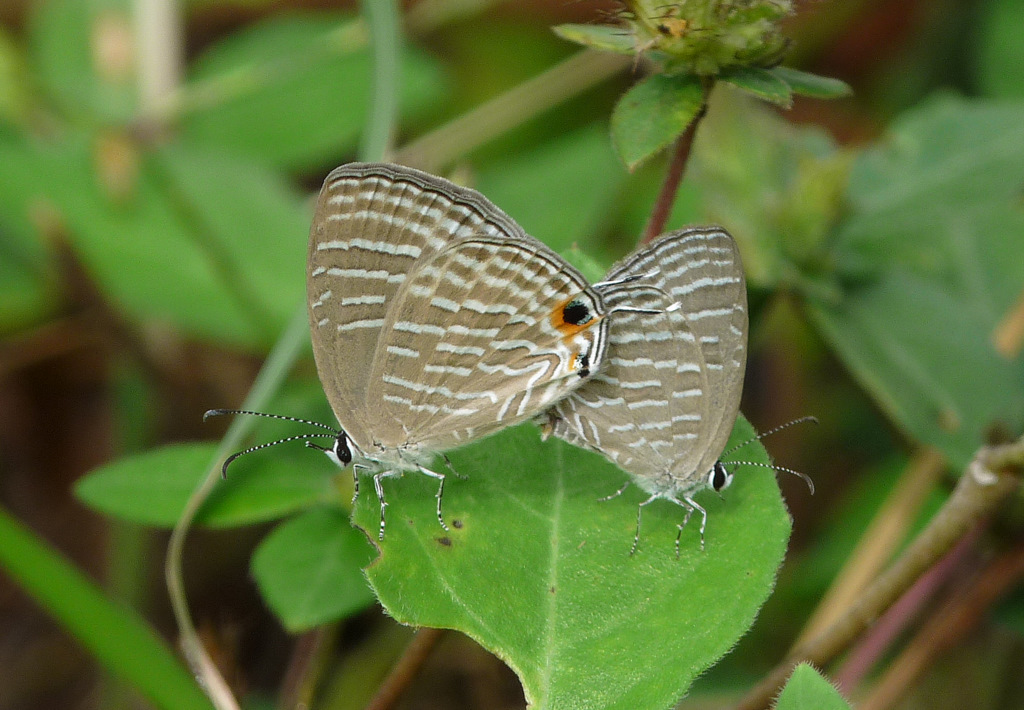
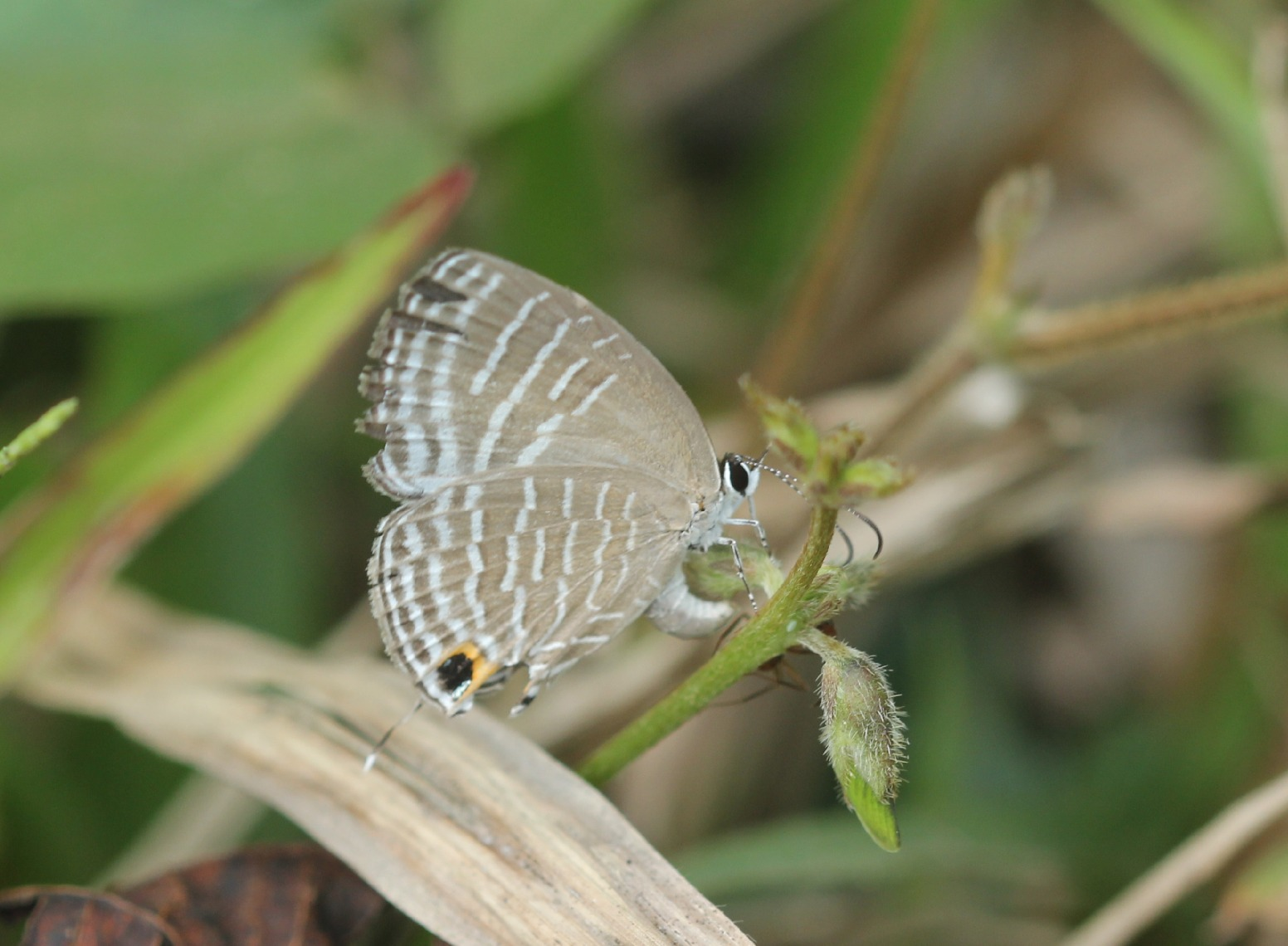